# Зігфрід Маттес
Зігфрід Маттес (* 7 вересня 1913 року в Паузі, Фогтланд; † 2 травня 1999 року у Вюрцбурзі) — німецький мінералог і петролог.
Маттес вивчав природничі науки, зокрема мінералогію, у Лейпцигу та Берліні, і отримав докторський ступінь в Лейпцизькому університеті в 1940 році (інтеркаляції метабазитів, що містять біотит, у серпентинітових відкладеннях кристалічної породи Саксонсько-Фіхтельських гір та їх походження). Він був асистентом в Мюнстерському університеті та завершив габілітацію у Франкфурті-на-Майні в 1950 році.
З 1955 по 1981 рік він був професором мінералогії в Вюрцбурзькому університеті.
Він відомий своєю роботою з петрографії метаморфічних порід, особливо метаморфічної еволюції Варискид на півдні Німеччини (наприклад, Шпессарт). Разом з Мартіном Окрушем він написав підручник з мінералогії, який широко використовувався в Німеччині, вперше опублікований у 1983 році, коли він був єдиним автором. Разом з Окрушем він написав геологічний довідник по родовищу Шпессарт. Він також працював експериментально, будучи першим, хто успішно синтезував спесартиновий гранат та тверді розчини спесартин-альмандин за допомогою гідротермальних методів.
Він назвав хлоритову рогову обманку, знайдену у Венігьосбасі, Гесбахітом.

## Праці
- Mineralogie. Eine Einführung in die spezielle Mineralogie, Petrologie und Lagerstättenkunde. Springer, Berlin/Heidelberg/New York/Tokio 1983; spätere Auflagen mit Martin Okrusch; 9. Auflage 2014
- mit Martin Okrusch: Spessart, Borntraeger, Sammlung Geologischer Führer 1965
- Die Para-Gneise im mittleren kristallinen Vor-Spessart und ihre Metamorphose, Abhandlungen des Hessischen Landesamtes für Bodenforschung 1954